# Dedinka
Dedinka (Hongaars:Fajkürt) is een Slowaakse gemeente in de regio Nitra, en maakt deel uit van het district Nové Zámky.
Dedinka telt 832 inwoners.